# Primera República del Turquestán Oriental

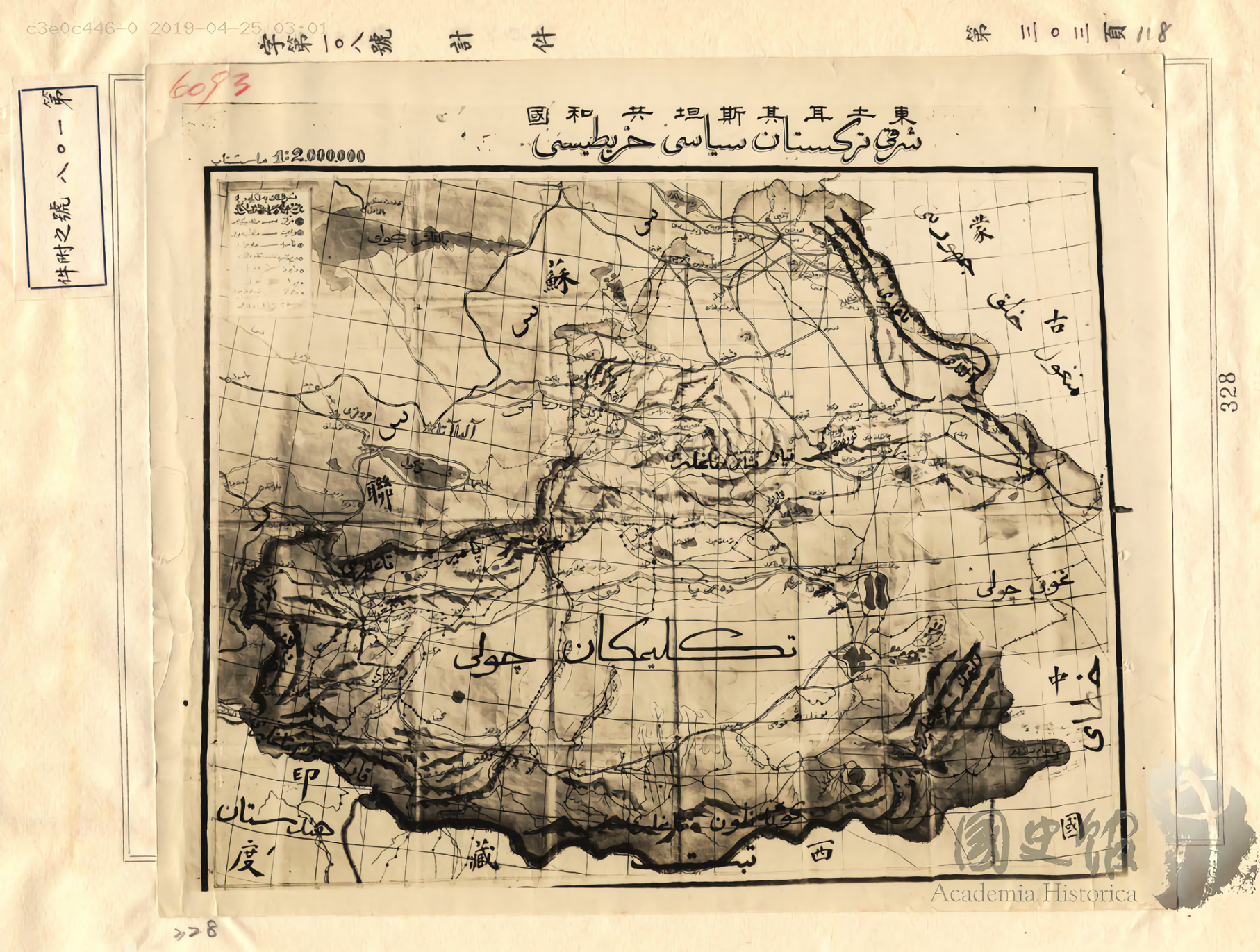
Mapa político de la República de Turkestán Oriental en 1947

La Primera República del Turquestán Oriental (en uigur: شەرقىي تۈركىستان بىرىنچى شەرقىي تۈركىستان; en ruso: Первая Восточно-Туркестанская Республика; Birinchi Sherqiy Türkistan Jumhuriyiti; en chino: 東突厥斯坦第一共和國; en Pinyin: Dōng Tūjué Sītǎn Dì Yī Gònghéguó) fue una república situada en el noroeste de la actual Región autónoma de Sinkiang, y al sudoeste de la República de China existente en el periodo comprendido entre el 11 de noviembre de 1933 y el 16 de abril de 1934. Con capital en Kashgar, tuvo un estatus de estado no reconocido y fue una de las primeras repúblicas islámicas en ser fundadas, pero prontamente desaparecidas por la férrea presión del grupo mayoritario en China. Para su independencia se llevaron a cabo las batallas de Aksu, Sekes Tash, Kashgar, Toksun y Yangi Hissar.
Diez años después de su disolución, En 1944, pasó a ser una república popular, integrando en ella más territorios, y a ser un estado aliado de la Unión Soviética.